# Scorbut
Scorbutul (pronunțare: scorbút) este o boală care apare din cauza aportului insuficient de vitamina C și duce la formarea de pete livide pe piele, gingii moi și sângerări ale practic tuturor membranelor mucoase. Petele sunt mai abundente pe coapse și picioare, iar o persoană cu această afecțiune este palidă, depresivă și este parțial imobilă. Scorbutul era la un moment dat comun printre marinari, ale căror nave erau pe mare mai mult timp decât se puteau păstra fructe și legume proaspete, și la soldați, care erau, în mod similar, lipsiți de aceste alimente pentru perioade îndelungate.
În anul 1716, s-a experimentat pentru prima dată în istorie pe un grup de oameni, studiind 12 marinari cu deficiențe de vitamine. Aceștia au fost separați în grupuri de câte 2, fiecărui grup atribuindu-se pe lângă alimentația primară, un aliment care in acea vreme se credea medicament. În final, numai Citricele și cidrul s-au dovedit a da rezultate.
La copii, scorbutul este numit uneori Boala lui Barlow, după Sir Thomas Barlow (1845-1945), un medic britanic care a descris-o pentru prima dată. Boala lui Barlow este diferită de Sindromul lui Barlow. 
Scorbutul mai este cunoscut și ca Boala lui Moeller și Boala lui Cheadle.

## Simptome
Simptomele includ:
- slăbire a puterilor
- dureri la încheieturi
- pete negre și albastre pe piele
- boli ale gingiilor
- gingii moi.

Simptomele scorbutului se manifestă după circa trei luni de deficiență de vitamina C. Scorbutul netratat este întotdeauna fatal, dar, fiindcă tot ce trebuie pentru o recuperare completă este reluarea dozelor normale de vitamina C, moartea din cauza scorbutului este rară în zilele moderne.

## Istorie
Scorbutul a fost observat ca boală probabil de către Hipocrate. În secolul XIII, luptătorii cruciați sufereau frecvent de scorbut; în perioada de război acesta a cauzat pierderi mari în ambele tabere, a asediaților și asediatorilor. Scorbutul este unul dintre factorii care limitează călătoriile maritime, deseori cauzând decesul multor călători și membri ai echipajului în voiaje lungi. A jucat un rol important chiar și în Primul Război Mondial.
Nevoia de a include plante proaspete sau carne crudă în alimentație pentru a preveni bolile a fost cunoscută încă din antichitate. Aceast lucru se regăsește în tradiția medicală a multor popoarele din diferite regiuni ale lumii. De exemplu, infuzia de ace de molid era utilizată în zonele temperate, sau de frunze ale copacilor rezistenți la secetă din zonele deșertice. În 1536, exploratorul francez Jacques Cartier, studiind fluviul Sf. Laurențiu, a folosit cunoștințele localnicilor pentru a salva viețile echipajului său, care murea de scorbut. A fiert ramuri de tuia pentru a face ceai, care, s-a dovedit mai târziu, conținea 50 mg de vitamina C la 100 grame.
Efectele curative ale fructelor, în special citrice erau deja cunoscute în expediția din 1497 condusă de Vasco de Gama  și confirmată în 1507 de echipajul lui Pedro Álvares Cabral.
Portughezii au plantat pomi fructiferi și alte plante comestibile în insula Sfânta Elena, pe atunci un important punct de oprire în călătoriile de întoarcere din Asia, pentru ca suferinzii de scorbut dar și de alte afecțiuni să se poată reface. 

Din păcate aceste relatări de călătorie nu au întrerupt șirul tragedilor maritime datorate scorbutului, pentru că informațiile circulau pe atunci cu anevoie iar fructele și legumele nu puteau fi păstrate multă vreme pe corăbii.

Societatea medicală civilă britanică din 1614 știa că lipsa unei componente acide aflate în fructele citrice putea fi o cauză, deși se credea că orice acid putea fi folosit dacă acidul ascorbic (vitamina C) nu era disponibil. În 1614, John Woodall (Chirurg Șef al Companiei Indiile de Est) a publicat cartea sa „The Surgeon's Mate” sub forma unui ajutor pentru doctorii de la bordul navelor companiei. În ea, Woodall a descris scorbutul ca rezultând dintr-o deficiență alimentară. Recomandarea sa pentru vindecare era mâncare proaspătă sau, dacă nu exista, portocale, lămâi, lămâi verzi și tamarine sau, în ultima instanță, ulei de vitriol (acid sulfuric) (sic).
Abia în 1747 a fost introdus în Marina Regală tratamentul și prevenirea scorbutului prin suplimentarea dietei cu fructe citrice, precum lămâile și lămâile verzi de către James Lind.
Planta numită „iarbă de scorbut” și-a obținut numele după ce s-a observat că aceasta vindecă scorbutul, deși nu era un mare ajutor pentru cei care petreceau luni pe mare. În timpul voaiajelor maritime, s-a descoperit că varza murată era utilă în prevenirea scorbutului. În expedițiile arctice ale Marinei Regale din secolul XIX, de exemplu, se credea că scorbutul este prevenit printr-o igienă exemplară la bordul navelor, exerciții fizice regulate și menținerea ridicată a moralului echipajului, în locul unei diete de alimente proaspete. Din acest motiv, expedițiile Marinei au continuat să fie compromise, cu toate că se știa de către vânătorii de balene civili și exploratori ai Arcticii că un factor antiscorbutic era carnea prospătă. În perioada când Robert Falcon Scott a pornit în cele două expediții ale sale către Antarctica, la începutul secolului XX, teoria medicală dominantă era că scorbutul era cauzat de mâncarea conservată contaminată. În cele din urmă, în anul 1932 s-a făcut o conexiune între vitamina C și scorbut.

## Incidențe moderne

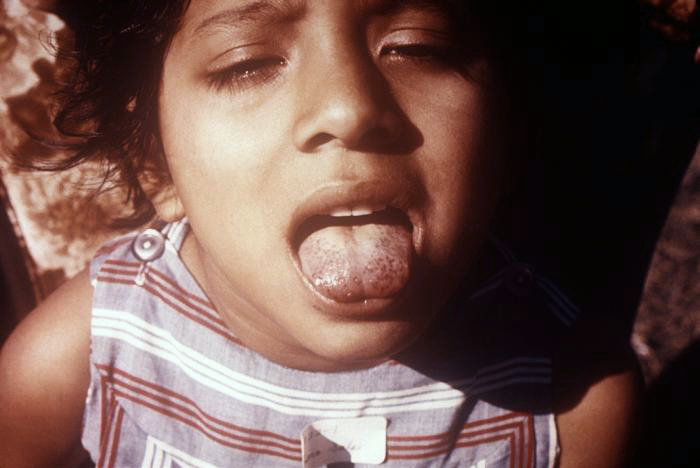
Scorbutul poate cauza și inflamări ale limbii și hemoragii ale membraelor mucoase, o afecțiune care se numește limbă scorbutică.

În societatea modernă occidentală, scorbutul este foarte rar prezent la adulți. Cu toate acestea, vitamina C este distrusă prin procesul de pasteurizare, așa că sugarii alăptați cu lapte cumpărat pot suferi uneori de scorbut dacă alimentația nu le este suplimentată adecvat cu vitamina C (laptele mamei conține suficientă vitamina C pentru a preveni scorbutul).
Scorbutul este una din bolile care apar odată cu malnutriția (alte astfel de deficiențe de vitamine - avitaminoze - sunt beriberi sau pelagra) și, este încă larg răspândit în zonele lumii care depind de ajutoarele umanitare alimentare.

## Patofiziologie
Sinteza normală de colagen depinde de hidroxilarea prolinei și lizinei pentru a forma hidroxiprolină și, respectiv hidroxilizină. Acești aminoacizi neobișnuiți se găsesc din abundență în colagen și conferă putere fibrilelor de colagen. Prolil hidroxilaza și lizil hidroxilaza, enzimele care catalizează hidroxilarea, au nevoie de vitamina C. Fără ea, hidroxiprolina și hidroxilizina nu se formează, iar fibrilele de colagen care rezultă sunt cu mult mai slabe decât în mod normal.